# Alapati Lui Mataeliga
Alapati Lui Mataeliga (* 4. Januar 1953 in Sataua; † 25. April 2023 in Auckland, Neuseeland) war ein samoanischer Geistlicher und römisch-katholischer Erzbischof von Samoa-Apia.

## Leben
Alapati Lui Mataeliga besuchte das Chanel College in Masterton. Danach studierte er Philosophie und Katholische Theologie am regionalen Priesterseminar für den Pazifik in Suva, Fidschi. Am 5. Juli 1977 empfing er durch den Bischof von Samoa und Tokelau, Pio Kardinal Taofinu’u SM, das Sakrament der Priesterweihe.
Mataeliga war zunächst als Pfarrvikar in Fagatogo tätig. 1979 wurde Alapati Lui Mataeliga für weiterführende Studien nach Rom entsandt, wo er 1983 am Päpstlichen Bibelinstitut ein Lizenziat im Fach Biblische Exegese erwarb. Nach der Rückkehr in seine Heimat war er kurzzeitig Pfarrer in Fagatogo im Bistum Samoa-Pago Pago. Von 1984 bis 1986 lehrte Mataeliga Biblische Exegese am regionalen Priesterseminar in Suva und fungierte zudem zeitweise als Studiendekan. Anschließend wirkte er als Pfarrer in Pago Pago. Von 1992 bis 1995 koordinierte er die pastorale Arbeit im Erzbistum Samoa-Apia und von 1995 bis 1997 das Ausbildungsprogramm der Missionary Brothers of St. Joseph. Nachdem Mataeliga 1998 kurzzeitig das Tofamamao Pastoral Centre geleitet hatte, war er ab 1999 für die Berufungspastoral im Erzbistum Samoa-Apia verantwortlich.
Papst Johannes Paul II. ernannte ihn am 16. November 2002 zum Erzbischof von Samoa-Apia. Der Apostolische Nuntius in Neuseeland, Samoa, Tonga, Marshallinseln, Fidschi, Kiribati, den Föderierten Staaten von Mikronesien, Vanuatu, Nauru, Cookinseln und Palau, Erzbischof Patrick Coveney, spendete ihm am 3. Januar 2003 im Tofa Mamao Centre in Leʻauvaʻa die Bischofsweihe; Mitkonsekratoren waren Petero Mataca, Erzbischof von Suva, und Soane Lilo Foliaki, Bischof von Tonga. Am 22. Dezember 2015 bestellte ihn Papst Franziskus zusätzlich zum Superior von Tokelau.
Während der Verfassungskrise in Samoa infolge der Samoanischen Parlamentswahlen 2021 kritisierte Mataeliga den geschäftsführenden Premierminister Sailele Tuilaʻepa Malielegaoi für dessen Weigerung, eine Niederlage bei der Wahl einzugestehen. In diesem Zusammenhang äußerte er ferner die Befürchtung, Samoa könne zu einer Diktatur werden, und rief zu Frieden und Einheit auf. In der Folge setzte sich Mataeliga weiterhin für eine friedliche Verständigung zwischen Regierung und Opposition ein und führte eine Friedensdemonstration vor dem Fono an, in deren Rahmen er eine traditionelle samoanische Vergebungszeremonie (Ifoga) abhielt.
Mataeliga starb im April 2023 in Auckland.